# Howie Thomas
Howard Vincent „Howie” Thomas, wcześniej Mackenzie (ur. 18 stycznia 1905 w Londynie, zm. 17 marca 1995 w Burlington) – kanadyjski zapaśnik walczący w stylu wolnym. Dwukrotny olimpijczyk. Zajął szóste miejsce w Los Angeles 1932 i dziewiąte w Berlinie 1936. Walczył w wadze lekkiej.
Złoty medalista igrzysk Imperium Brytyjskiego w 1930 i brązowy w 1934 roku.

## Letnie Igrzyska Olimpijskie 1932
| Konkurencja      | Rundy eliminacyjne    | Rundy eliminacyjne         | Klas. końcowa |
| Konkurencja      | Przeciwnik I          | Przeciwnik II              | Miejsce       |
| ---------------- | --------------------- | -------------------------- | ------------- |
| 66 kg styl wolny | Gustaf Klarén (SWE) P | Kustaa Pihlajamäki (FIN) P | 6.            |

## Letnie Igrzyska Olimpijskie 1936
| Konkurencja      | Rundy eliminacyjne | Rundy eliminacyjne | Rundy eliminacyjne     | Klas. końcowa |
| Konkurencja      | Przeciwnik I       | Przeciwnik II      | Przeciwnik III         | Miejsce       |
| ---------------- | ------------------ | ------------------ | ---------------------- | ------------- |
| 66 kg styl wolny | Aage Meyer (DEN) P | wolny los Z        | Adalbert Toots (EST) P | 9.            |